# 韋羅妮卡·別洛采爾科夫斯卡婭
韋羅妮卡·鮑里索芙娜·別洛采爾科夫斯卡娅（婚前姓普羅托波波娃；1970年6月25日—），俄羅斯裔女记者、媒体经理、博主、电视节目主持人、出版商、企业家和流行烹饪书籍的作者。在法國南部拥有一所烹饪学校。